# حزب اتحاد کمونیسم کارگری
حزب اتحاد کمونیسم کارگری یک حزب سیاسی کمونیست در ایران بود که در خارج از این کشور فعالیت می‌کرد.
این حزب یک حزب حزب کمونیست کارگری بود که از اندیشه‌های مارکس و منصور حکمت در سال ۱۳۸۶ توسط گروهی از اعضای سابق حزب کمونیست کارگری ایران متشکل از آذر ماجدی، علی جوادی، هما ارجمند و سیاوش دانشور که در ابتدا فراکسیونی در درون حزب کمونیست کارگری ایران بودند تأسیس شد.
این حزب اغلب کنفرانس‌ها و جلسات خود را در اروپا برگزار می‌کرد و مبارزات مختلفی را علیه جمهوری اسلامی آغاز کرد.
در سال ۱۳۹۱ این حزب به حزب کمونیست کارگری ایران–حکمتیست پیوست.